# NGC 3873
NGC 3873 (również PGC 36670 lub UGC 6735) – galaktyka eliptyczna (E), znajdująca się w gwiazdozbiorze Lwa. Odkrył ją Heinrich Louis d’Arrest 8 maja 1864 roku.
W galaktyce tej zaobserwowano supernową SN 2007ci.